# Кубок Франції з футболу 1921—1922
Кубок Франції з футболу 1921—1922 — 5-й розіграш турніру. Переможцем змагань вдруге став столичний клуб «Ред Стар». Змагання проводились у 9 раундів, участь у яких брали 249 команд.

## Чвертьфінали
| Переможці                     | Рахунок | Переможені      |
| ----------------------------- | ------- | --------------- |
| 5 березня 1922                |         |                 |
| Ред Стар                      | 2:1     | Туркуен         |
| Олімпік (Париж)               | 2:2     | Медок           |
| Ренн                          | 1:1     | Олімпік (Лілль) |
| Руан                          | 2:1     | КАСЖ            |
| Перегравання. 19 березня 1922 |         |                 |
| Олімпік (Париж)               | 4:1     | Медок           |
| Ренн                          | 1:0     | Олімпік (Лілль) |

## Півфінали
| Переможці     | Рахунок | Переможені      |
| ------------- | ------- | --------------- |
| 2 квітня 1922 |         |                 |
| Ред Стар      | 2:1     | Руан            |
| Ренн          | 3:0     | Олімпік (Париж) |

## Фінал

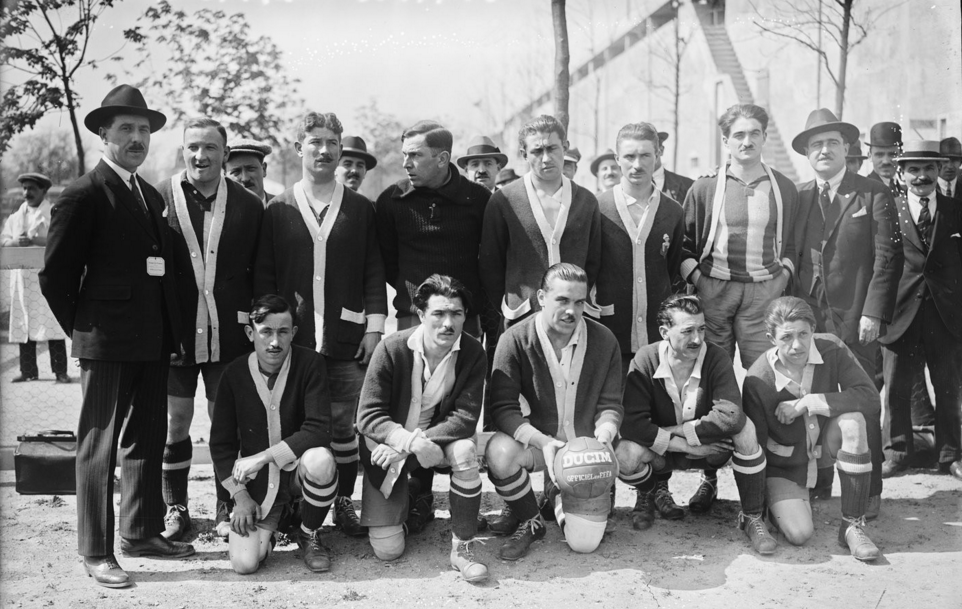
«Ред Стар» у фіналі. Стоять зліва направо (тільки гравці): Рауль Маріон, Люсьєн Гамблен, П'єр Шеріге, Робер Жюйо, Філіпп Боннардель, Моріс Меєр: присіли: Люсьен Кордон, Моріс Тедьє, Поль Ніколя, Марсель Ноден, Раймон Сентубері.

| 7 травня 1922 |

| Ред Стар                 | 2 — 0 | Ренн |
| ------------------------ | ----- | ---- |
| 14' Ніколя 87' Сентубері |       |      |

| «Першинг», Париж Глядачів: 25 000 Арбітр: Едмон Жеранден |

| Ред Стар |                    |
|          |                    |
| ВР       | П'єр Шеріге        |
| ЗХ       | Моріс Меєр         |
| ЗХ       | Люсьєн Гамблен (к) |
| ПЗ       | Рауль Маріон       |
| ПЗ       | Робер Жюйо         |
| ПЗ       | Філіпп Боннардель  |
| НП       | Люсьєн Кордон      |
| НП       | Моріс Тедьє        |
| НП       | Поль Ніколя        |
| НП       | Марсель Ноден      |
| НП       | Раймон Сентубері   |
| Тренер:  |                    |
| х        |                    |

| Ренн    |                 |
|         |                 |
| ВР      | Шарль Бертло    |
| ЗХ      | Ернест Молле    |
| ЗХ      | Бернар Ленобль  |
| ПЗ      | П'єр Гастіже    |
| ПЗ      | Франсуа Югу (к) |
| ПЗ      | Жорж Скунс      |
| НП      | Еміль Бурден    |
| НП      | Моріс Гастіже   |
| НП      | Жан Кабальєро   |
| НП      | Ерве Марк       |
| НП      | Рауль Делаланде |
| Тренер: |                 |
| х       |                 |